# Alberto Zardo
Alberto Zardo (Padova, 10 maggio 1876 – Firenze, 5 ottobre 1959) è stato un pittore e illustratore italiano.

## Biografia
Alberto Zardo nacque a Padova il 10 maggio 1876 dal poeta e letterato Antonio Zardo e da Anna Maria Meggiorini, nel 1886 si trasferì con l’intera famiglia a Firenze, seguendo il padre professore in Letteratura italiana che aveva ottenuto la cattedra presso l’Istituto di Magistero Femminile; qui a partire dal 1891 frequentò la locale Accademia di Belle Arti dove fu allievo per breve tempo della scuola di scultura di Augusto Rivalta (Alessandria, 1837 - Firenze, 1925), per poi passare definitivamente alla sezione di pittura di Raffaello Sorbi (Firenze, 1844 - 1931). A partire dal 1896 iniziò a partecipare alle esposizioni annuali della Società Promotrice di Belle Arti di Firenze, presentando i dipinti Autunno nel 1897 e Magri pascoli nel 1899. Nel 1898 superò la selezione per il Pensionato Artistico Nazionale, che gli sarebbe stato confermato fino al 1900, ed esordì nel campo dell’editoria eseguendo per Bemporad di Firenze le illustrazioni dei libri per ragazzi La storia di Orlando di Maria Savi Lopez ed Il fratello di Pinocchio ovvero le avventure di Pinocchino di Ettore Ghiselli, dando inizio così ad una attività che nei decenni successivi sarebbe diventata preponderante all’interno della sua opera. Fu presente anche alle mostre della Società Promotrice di Belle Arti di Genova, dove espose i dipinti Mattino di dicembre nel 1899 e Mestizia nel 1900; già dai titoli dei quadri appariva evidente il prevalere di temi intimi e crepuscolari, quasi si trattasse di una trasposizione in pittura degli ideali poetici di Giovanni Pascoli.
Nel maggio del 1900 prese parte al Concorso Nazionale, indetto dal cavalier Vittorio Alinari, per una nuova edizione illustrata della Divina Commedia. La commissione giudicatrice presieduta dal letterato Isidoro del Lungo e composta dallo scrittore Guido Biagi, dagli scultori Augusto Passaglia ed Alessandro Lazzerini, dai pittori Federico Andreotti, Arturo Faldi e Giacomo Martinetti, assegnò il primo premio proprio a Zardo, che aveva presentato al concorso due illustrazioni per i canti VIII e IX dell’Inferno; il secondo posto fu conferito ad Armando Spadini e fu poi istituito un terzo premio che andò ex aequo a Duilio Cambellotti ed a Natale Faorzi. I disegni di Zardo erano stati apprezzati dalla giuria non tanto per l’originalità della composizione o l’eleganza formale quanto per la sicurezza della forma, che ben si prestava ad essere riprodotta con il metodo fotomeccanico della collotipia impiegato da Alinari. Nel giugno del 1901 le opere partecipanti furono esposte presso la sede della Società di Belle Arti di Firenze, ma successivamente Alinari decise di superare il risultato del concorso per dare vita ad una pubblicazione molto più ampia: La Divina Commedia nuovamente illustrata da artisti italiani, uscita in fascicoli tra il 1902 e il 1903, fu corredata da un apparato di ben 381 disegni eseguiti da 49 artisti diversi tra i quali Libero Andreotti, Lionello Balestrieri, Giulio Bargellini, Silvio Bicchi, Arturo Calosci, Duilio Cambellotti, Pietro Chiesa, Giovanni Costetti, Adolfo De Carolis, Fabio Fabbi, Arturo Faldi, Giovanni Fattori, Egisto Ferroni, Ruggero Focardi, Giorgio Kienerk, Alberto Martini, Giuseppe Mentessi, Augusto Mussini, Plinio Nomellini, Edgardo Saporetti, Giulio Aristide Sartorio, Pietro Senno, Armando Spadini, Osvaldo Tofani. Da Zardo furono realizzate le tavole con L’incontro con Filippo Argenti (Inferno, canto VIII), L’ingresso nella città di Dite (Inferno, IX), Presso la tomba di Papa Anastasio (Inferno, XI), Discesa all’ottavo cerchio in groppa a Gerione (Inferno, XVII) e le tre tavole fuori testo con L’apparizione di Lucifero (Inferno, XXXIV), L’incontro con Sordello da Goito (Purgatorio, VI), La Crocifissione di Cristo (Paradiso, VII). Su concessione di Alinari 100 tra le illustrazioni della Divina Commedia furono riprodotte in cartoline postali dall’editore Virgilio Alterocca di Terni.
Nel 1902 Zardo partecipò nuovamente al Concorso Alinari, che in quell’anno richiedeva come tema un episodio tratto dalla vita della Vergine Maria, presentando il dipinto La Pietà che pur non avendo ricevuto premio alcuno fu acquistato dal Conte Walfredo della Gherardesca: la composizione essenziale presenta in primo piano la Madonna seduta su di una roccia che sorregge il corpo di Cristo avvolto in un candido sudario, il cui chiarore si staglia contro l’oscurità del sepolcro. Nello stesso anno presentò alla Esposizione di Belle Arti di Torino Funerali di un bambino e alla Esposizione di Firenze La convalescente (ora Lima, Museo d’Arte Italiana), opera quest’ultima esemplare per la poetica del pittore negli anni giovanili: in un interno domestico rischiarato dalla luce del crepuscolo che filtra attraverso una finestra fuori del campo visivo, una bimba di nero vestita, forse orfana, siede sopra una seggiolina al centro della stanza e ad alta voce legge un libro alla madre convalescente, che in secondo piano adagiata su una poltrona, con indosso uno scialle ed una coperta, guarda la figlia mestamente; l’arredamento dell’ambiente ridotto all’essenziale contribuisce ancor più ad accentuare il senso generale di malinconia.
Il 1906 vide la partecipazione di Zardo alla Mostra di Belle Arti all’interno della Esposizione Internazionale di Milano, tenutasi in occasione dell’apertura del traforo del Sempione, con il dipinto Riverberi, che fu acquistato dall’industriale Cesare Rasini, nel quale il pittore ben manifestava la sua adesione al Simbolismo con evidenti reminiscenze dell’opera di Arnold Boecklin: il tramonto illumina l’abside di una cattedrale gotica, nella quale è possibile riconoscere quella della chiesa di Santa Maria Novella a Firenze, riflettendone le vetrate iridescenti nelle acque stagnanti e chiazzate di alghe di una palude, sovrastata dalle cime tempestose di cipressi ondeggianti. Di questi anni sono anche i dipinti Nei pressi del cimitero, Sprazzi d’oro, Dicembre, Notte d’inverno (1905), Silenzio lunare, Plenilunio (1907), inviato all’Esposizione Internazionale di Monaco di Baviera del 1909, In abbandono, presentato alla Mostra della Società di Belle Arti di Torino del 1908, Laghetto azzurro, esposto alla Mostra di Belle Arti di Roma del 1908 e comprato dal collezionista russo Paul Wankour, Case cadorine al chiaro di luna, acquistato dalla Regina Margherita, Tramonto di fuoco inviato al Salone d’autunno di Parigi del 1909 ed infine Sull’imbrunire, presentato alla Esposizione Internazionale di Bruxelles del 1910. Nel 1913 prese parte alla Esposizione Internazionale d’Arte di Firenze, nel 1914 alla Esposizione di Belle Arti di Brera con il quadro Nel crepuscolo ed alla I° Esposizione Invernale Toscana, organizzata dalla Società di Belle Arti di Firenze, con i dipinti Idillio e Primi raggi di luna e con l’acquaforte Tempo grigio.
Dopo queste opere permeate da riferimenti al Simbolismo, Zardo andò sperimentando una pittura di paesaggio che più che all’esperienza dei Macchiaioli e dei Postmacchiaioli sembrava avvicinarsi al Realismo di certa pittura lombardo-veneta della seconda metà dell’Ottocento, assumendo come luoghi di elezione della propria poetica da un lato la laguna veneta dall’altro la campagna toscana. Sono testimonianza di questa nuova fase i dipinti di ambientazione veneta Rio di Ognissanti a Venezia (Lucca, Museo di Palazzo Mansi), Paesaggio lagunare, Marina con vele (1919), sul versante toscano i dipinti In Maremma (1909), Acque morte, Terreni inondati (1908), Paesaggio autunnale (1912), La Certosa - Fuori dal tempo (Firenze, Galleria d’Arte Moderna di Palazzo Pitti), Colline toscane, presentato nel 1916 alla Esposizione di Brera, dove fu acquistato dal Re Vittorio Emanuele III (Roma, Palazzo del Quirinale). Nei paesaggi degli anni Dieci iniziarono ad apparire figure umane immerse nella natura come nei dipinti Mare al tramonto, dedicato all’amico Orazio Miniati, dove due signore sulla spiaggia contemplano i flutti infrangersi sulla battigia, e Sosta tra il verde, dipinto all’Antella presso Firenze nell’estate del 1913, dove una fanciulla di profilo, forse la sorella del pittore, è intenta a lavorare all’uncinetto, seduta al centro di una radura contornata da cipressi. Proprio la sorella era protagonista di un inteso ritratto con il volto in primissimo piano, mentre più ufficiali erano il ritratto di signora con pinscher nano (1912), quello di Elisabetta e Maria Luisa Amerighi, raffigurate nella villa di famiglia presso Sant’Agata di Mugello (1912), e quello del Senatore Alessandro Lustig (Roma, Casa Madre del Mutilato), che fu premiato alla Mostra del Soldato di Firenze nel 1917. 
Gli anni Dieci furono particolarmente fecondi per l’arte grafica, Zardo realizzò infatti oltre ad illustrazioni per libri, come quelle del volume scritto dal padre Ballate ed altre poesie tradotte dal tedesco per l’editore Le Monnier di Firenze (1913), anche disegni per cartoline postali illustrate, dalla serie con gli Spettacoli di Aviazione al Campo di Marte a Firenze (1910), alla cartolina per raccogliere fondi a beneficio del Comitato per il Soccorso e l’Assistenza dei Militari sotto le Armi (1915). 
La commissione più importante in campo grafico giunse però da parte dell’ingegner Arturo Alinari, che gli affidò l’esecuzione dei disegni per alcune serie di cartoline, aventi come soggetti vedute di Firenze e di Roma; stampate a partire dal 1911 fino agli anni Venti, attraverso lo Stabilimento Fotomeccanico e Fotochimico Alinari, con sede a Firenze in Via Cherubini, erano costituite da gruppi di 8 cartoline che venivano messe in commercio entro un’apposita custodia in cartoncino. Sia nelle serie con vedute di Firenze che in quelle con vedute di Roma possiamo ritrovare il senso di solitudine e di malinconia proprio della poetica di Zardo, che tende a privilegiare scene con scorci inediti di strade secondarie popolate da rari passanti, dominate da cieli al crepuscolo o carichi di nubi, dove anche i monumenti più noti sono sempre raffigurati in visioni mai frontali, ma sempre oblique o parziali. Le cartoline relative a Firenze sono 26 appartenenti a serie diverse (con firma A. Z. ed A. Zardo): Biblioteca Laurenziana; Borgo S. Spirito; Cascine; Chiesa di S. Miniato; Chiesa S. Spirito; Giardino Boboli; Il Duomo; L’Arno; Palazzo Medici Riccardi; Piazza de’ Frescobaldi; Piazza dell’Indipendenza; Piazza della Signoria; Piazza Pitti; Piazza S. Trinita; Piazza SS. Annunziata; Ponte S. Trinita; Portone del Palazzo Dufour Berte (già Guadagni); S. Maria Novella; Via della Costa de’ Magnoli; Via de’ Bardi; Via Gino Capponi; Via Micheli; Via Romana; Via Salvestrina (Via Cavour); Via dello Studio; Viale dei Colli. 
Quelle invece con vedute di Roma sono 31 (con firma A. Zardo): Ara Coeli; Basilica di Costantino; Borgo S. Spirito; Campidolio [sic]; Castel S. Angelo; Colosseo [2 soggetti]; Chiesa dei SS. Domenico e Sisto; Fontana di Trevi; Foro Romano; Isola di S. Bartolomeo; Monumento V. Emanuele II°; Palazzo di Giustizia [2 soggetti]; Pantheon [2 soggetti]; Piazza Colonna; Piazza Navona; Piazza del Popolo; Piazza S. Pietro; Salita S. Onofrio; S. Giovanni in Laterano - Le mura; San Pietro; S. Pietro in Panisperna; Torre delle Milizie; Trinità dei Monti; Via del Foro di Traiano; Via Giulia; Via Pilotta; Via Teatro di Marcello; Villa Umberto I°. 
Sempre per conto di Alinari eseguì la serie con Villa Franceschi a Scandicci Alto, la cartolina pubblicitaria dell’Hotel Paoli a Firenze, quella del Castello di Poppiano a Montespertoli, quella di Villa Margherita sulla costa livornese. Lievemente più tarda era la serie di cartoline stampate in cromolitografia dall’Editore Sborgi con vedute di Firenze: Cortile di Palazzo Vecchio, Cortile del Palazzo del Podestà, Piazza S. Croce, Piazza del Duomo [2 soggetti], Piazza della Signoria [2 soggetti], Ponte Vecchio, Panorama dal Piazzale Michelangelo. Nel 1921 collaborò alla raccolta di incisioni con i giardini di Firenze del più giovane pittore Guido Spadolini (Firenze, 1889 - 1944), eseguendo i disegni per le tavole Giardino Torrigiani ed Orti Oricellari.
Molto intensa continuò ad essere negli anni Venti la partecipazione di Zardo a concorsi ed eventi espositivi: nel 1922 presentò alcune sue opere alla Primaverile Fiorentina, nel 1924 partecipò a Firenze al 3º Premio Ussi, non risultando comunque vincitore, nel 1925 fu a Bergamo alla Mostra al Casino del Circolo Artistico.
Al 1926 risale una delle sue prime opere a carattere religioso, la pala d’altare con la Madonna del Rosario tra i Santi Domenico e Caterina da Siena per la Cappella Merlini nella Chiesa di San Felice a Ema presso Firenze: Maria al centro della scena con Gesù Bambino in braccio appare ai due Santi porgendo loro i rosari, dall’alto di uno scuro nembo che si apre su di una veduta collinare della campagna toscana; nel dipinto l’intensità cromatica e la finitezza delle forme sembrano richiamare certi dipinti religiosi dell’Ottocento, in particolare le opere del pittore Antonio Ciseri (Ronco di Ascona, 1821 - Firenze, 1891).
Negli stessi anni un’altra importante commissione fu quella per il conte Walfredo della Gherardesca, che gli affidò la decorazione della Chiesa di San Lorenzo all’interno del Castello di Castagneto Carducci. Qui Zardo, secondo un programma iconografico atto a celebrare le glorie della famiglia, eseguì un ciclo pittorico ad affresco volutamente arcaizzante con figure staccate racchiuse entro cornici neogotiche: su una parete sono rappresentati San Cristoforo, San Lorenzo, San Cerbone, San Bartolomeo, sulla parete opposta San Francesco, il Beato Gaddo, San Walfredo, la Beata Gherardesca. Sempre per il conte della Gherardesca eseguì il polittico con Cristo Crocifisso tra la Madonna e Santi (1932) (ubicazione ignota) ed il Polittico con Cristo Re tra la Beata Gherardesca, i Santi Benedetto Abate, Walfredo della Gherardesca, Francesco, Guido della Gherardesca, Domenico ed il Beato Gaddo della Gherardesca (1932) (Firenze, Chiesa di San Jacopino).
A partire dalla fine degli anni Venti Zardo si dedicò quasi esclusivamente alla pittura di paesaggio: nell’aprile del 1927 presentò i due dipinti Ottobre in Maremma e Mattino d’ottobre alla 80ª Esposizione Nazionale della Società delle Belle Arti di Firenze nella Sala Bianca di Palazzo Pitti; nel febbraio del 1932 tenne una mostra presso la Sala Cavalensi & Botti a Firenze, esponendo una collezione di paesaggi toscani e veneti tra i quali figuravano Pascolo in montagna e Canale della Giudecca. Tra i numerosi paesaggi eseguiti in questi anni particolarmente significativi sono Fiori in montagna (1927), Rocce (1930), Veduta di Pietramala, Sasso di Castro, Appennino Toscano, Cipressi sulla strada di Muscoli - Fiesole (1931), Ultimi raggi - Montefiesole, Ottobre in Tombolo, Fra le dune in Maremma, Costa presso Castiglioncello, Mucche al pascolo (Firenze, Collezione privata).
Sul finire degli anni Venti Zardo iniziò anche un’intensa collaborazione con l’editore Salani di Firenze, che nei decenni successivi lo avrebbe visto impegnato nella realizzazione di illustrazioni per un numero considerevole di libri, appartenenti a svariate collane editoriali, vi erano infatti: i Romanzi (Grandi Romanzi, Romanzi della Sfinge, Biblioteca delle signorine, Biblioteca dei miei ragazzi), che avevano copertina a colori il cui disegno era ripetuto internamente nell’occhiello; i Piccoli Libri Santi, destinati ad un pubblico infantile, con copertine colorate e completamente illustrati in bianco e nero o in bicromia; infine I Vittoriosi, collana dedicata alle vite dei Santi, sobriamente decorata con il solo ritratto del Santo entro un ovale nel frontespizio. 
Nel 1934 fece parte della giuria del Premio per il Concorso Bianchi, indetto dalla Accademia delle Arti del Disegno di Firenze, che in quell’occasione non fu però assegnato.
Negli anni Trenta e Quaranta Zardo fu particolarmente attivo nell’ambito della pittura religiosa: nell’abside della Chiesa del Convento di Santa Maria Maddalena de’ Pazzi a Careggi, insieme al pittore e decoratore Ugo Palchetti (Firenze, 1883 - 1945), realizzò l’affresco neoromanico con Santa Maria Maddalena de’ Pazzi in gloria (1931); nella rinnovata Chiesa di San Marco Vecchio a Firenze eseguì nell’arco di un decennio la serie di dipinti entro cornici polilobate con il Sacro Cuore di Gesù tra le Sante Margherita Maria Alacoque e Teresa Margherita Redi (1935), Sant’Antonio da Padova distribuisce il pane (1938), San Giuseppe con Gesù Bambino (1940), Santa Gemma Galgani (1942), San Marco (1943); nella Chiesa di San Giovannino degli Scolopi dipinse la grande pala d’altare con San Pompilio Maria Perrotti (1936); per i Barnabiti realizzò il Ritratto di Padre Napoleone Rutigliano (1937); per la Chiesa di Santa Maria a Scandicci il Sacro Cuore di Gesù (1944); per quella di San Giuseppe a Firenze il San Giuseppe con il Bambin Gesù (1953).
Degli anni Quaranta dovrebbe essere infine il dipinto Veduta di un interno (Firenze, Collezione privata), nel quale sembra riaffiorare un senso di malinconia: in un atrio d’ingresso alquanto spoglio, non animato da figure umane, un semplice tappeto colorato copre un pavimento in piastrelle esagonali, a terra è un piccolo orcio con dentro fiori rossi, una porta laccata a doppio battente è completamente aperta, un termosifone in primo piano diventa quasi il protagonista del dipinto, la luce della finestra fuori campo si riflette sul vetro di una stampa appesa alla parete.
Zardo fu socio residente dell’Accademia di Belle Arti di Firenze dal 1918, ebbe studio in via delle Belle Donne 8, poi in Viale Milton 41 nel Palazzo dei Pittori insieme al collega Giuseppe Rossi (Firenze, 1876 - Padova, 1952). Non si sposò mai, vivendo sempre con la sorella, e morì a Firenze il 5 ottobre 1959 all’età di 83 anni. Nel dicembre 1961 si tenne una mostra retrospettiva alla Galleria Martelli di Firenze, cui seguì nel 1969 una mostra alla Galleria “33” di Lucca, dopo la quale è subentrato un quasi totale oblio.